# Початок (фільм, 1970)
«Поча́ток» (рос. «Начало») — російський радянський трагікомедійний фільм режисера Гліба Панфілова, прем'єра якого відбулася в 1970 році. На 32-му Венеціанському кінофестивалі режисер картини Гліб Панфілов отримав «Срібного лева св. Марка», а акторка Інна Чурикова — «Золотого лева св. Марка».
За роль Паші Строганової Інна Чурикова була визнана найкращою акторкою року за версією журналу «Радянський екран».

## Зміст
Ткаля з провінційного містечка грає в аматорському драмгуртку. Удача посміхається їй, коли заїжджий столичний режисер обирає її головною героїнею фільму про Жанну д'Арк. Тепер починається зовсім нове життя. Старі проблеми залишилися позаду, а безліч нових попереду. Втім, як і везіння, і творчих успіхів.

## Ролі
- Інна Чурикова — Парасковія Іванівна (Паша) Строганова, ткаля і акторка
- Леонід Куравльов — Аркадій, коханий Паші
- Валентина Теличкина — Валя, подруга Паші
- Тетяна Степанова — Катя, подруга Паші
- Михайло Кононов — Павлик, сусід Паші
- Ніна Скоморохова — Зіна, дружина Аркадія
- Тетяна Бедова — Тома, наречена Павлика
- Юрій Клепіков — Федір Васильович Ігнатьєв, режисер
- Геннадій Бєглов — Віталій Олексійович Одиноков, другий режисер
- Юрій Візбор — Степан Іванович, сценарист
- В'ячеслав Васильєв — Степан Віталійович, помічник режисера
- Євген Лебедєв — П'єр Кошон (озвучує Юхим Копелян)
- Всеволод Соболєв — Масьє
- Гера Жуковський — Бориска, син Валі
- Людмила Арініна — чиновниця з кадрів на кіностудії (немає в титрах)
- Ірина Губанова — глядачка на зйомках (немає в титрах)
- Адольф Ільїн — артист в ролі ченця (немає в титрах)
- Дмитро Долинін — кінооператор (немає в титрах)

## Створення та художні особливості
Попередній і дебютний фільм Гліба Панфілова «У вогні броду немає» отримав визнання вузького кола критиків, але у великій прокат не потрапив. Справжнього успіху режисер домігся після другої серйозної роботи — «Початок». Над фільмом працювала практично та ж творча група. Сюжет обох фільмів також багато в чому перегукується: історія непоказної провінціалки, у якої виявляється художній талант.
Інна Чурикова і Гліб Панфілов, після успіху першої картини, збиралися взятися за екранізацію історії французької народної героїні. Свою роль у ній повинен був отримати і Михайло Кононов. До втілення ідея так і не дісталася - не було отримано схвалення кінематографічного керівництва СРСР. У підсумку довелося знімати картину на сучасну тематику з опосередковано розказаної історією «фільму у фільмі».
Фільм «Початок» став помітним явищем початку 1970-х в радянському кінематографі, продемонструвавши повернення до традиційного мелодраматичному початку після жанрових експериментів 1960-х років. Увага глядача залучено парадоксальним зіткненням двох сюжетних ліній з двох епох. Панфілов режисер домагається ефекту розкриваючи задум за допомогою головної героїні - непересічної і багатопланової особистості, здатної на несподіваний вчинок і на глибокі почуття.

…фільм Панфілова про мощі людської віри - у справу, в покликання, в талант, в щастя, нарешті, — про цю стихійною і перемагаючої силі, яка […] провінційну поганулю Пашу Строганова могла перетворити на пристрасно закохану і по-своєму чарівну жінку і в Жанну д'Арк.

Несподіваним чином обіграно назву: у фільмі немає початкових титрів, і назва «Початок» з'являється на екрані в кінці, замість звичного «Кінець фільму»
У фільмі звучить композиція «Man of Mystery» британської групи The Shadows (1960), в аранжуванні ВИА «Поющие гитары» (1969).
Паша і Аркадій співають (без слів) пісню під назвою «Come prima» (слова Маріо Пандзері, музика Вінченцо Діпаола і Сандро Таккані).

## Знімальна група
- Автори сценарію: Гліб Панфілов, Євген Габрилович
- Режисер-постановник: Гліб Панфілов
- Другий режисер: Геннадій Бєглов
- Оператор-постановник: Дмитро Долинін
- Художник-постановник: Марксен Гаухман-Свердлов
- Художниця по костюмах: Наталія Васильєва
- Композитор: Вадим Біберган, Майкл Карр (Michael Carr)

## Призи
- 1970 — Премія Ленінського комсомолу.
- 1970 — Інна Чурикова визнана найкращою акторкою року, згідно з опитуванням журналу «Радянський Екран».
- 1970 — Інна Чурикова визнана глядачами Болгарії найкращою зарубіжною акторкою року за участь у фільмах «Початок» і «У вогні броду немає».
- 1971 — XXXII Кінофестиваль у Венеції приз «Срібний лев св. Марка» режисерові картини Глібу Панфілову і «Золотий лев св. Марка» Інні Чурикової.
- 1971 — 4 диплома - фільму, режисеру (Г. Панфілову), акторам (Г. Бєглова, Ю. Клепікова) — на МКФ в Нью-Йорку, США.
- 1971 — Інна Чурикова визнана найкращою зарубіжною акторкою у фільмах, що пройшли на екранах Болгарії.
- 1972 — Приз «Південний хрест» Інні Чуриковій на XIV МКФ в Аделаїді, Австралія.

## Технічні дані
- Фільм чорно-білий.
- Основні зйомки проходили в місті Муромі.